# Kulturåret 1796

## Nya verk
- Letters Written in Sweden, Norway, and Denmark av Mary Wollstonecraft
- Camilla av Fanny Burney
- Memoirs of My Life and Writings av Edward Gibbon
- The Monk av Matthew Lewis
- Skördarne av Johan Gabriel Oxenstierna
- Tjeckisk julmässa av Jakub Jan Ryba

## Händelser
- Jacob Johan von Bilang väljs in som ledamot av Konstakademien.

## Födda
- 11 februari – Inga Norbeck (död 1852), svensk skådespelare, dansare och konstnär (tecknare).
- 17 februari – Giovanni Pacini (död 1867), italiensk operatonsättare.
- 22 april – Bernhard von Beskow (död 1868), svensk författare och publicist.
- 1 maj – Junius Brutus Booth (död 1852), brittisk skådespelare, far till John Wilkes Booth.
- 14 juni – Mathilda d'Orozco (död 1863), svensk tonsättare av spanskt ursprung.
- 18 juni – Nils Lovén (död 1858), svensk författare, översättare och präst.
- 23 juli – Franz Berwald (död 1868), svensk tonsättare och ortoped av tyskt påbrå.
- 26 juli
  - Camille Corot (död 1875), fransk landskaps- och porträttmålare.
  - George Catlin (död 1872), amerikansk konstnär.
- 28 juli – Ignaz Bösendorfer (död 1859), österrikisk pianobyggare.
- 31 juli – Jean-Gaspard Deburau (död 1846), böhmisk-fransk mimare.
- 3 september – Henriette Widerberg (död 1872), svensk operasångare.
- 30 november – Carl Loewe (död 1869), tysk kompositör.
- okänt datum – Christina Robertson (död 1854), skotsk målare.

## Avlidna
- 21 februari – Johan David Zander (född 1752), svensk violinist och tonsättare.
- 8 juni – Felice de Giardini (född 1716), italiensk violinist och tonsättare.